# بی‌ادبی
بی‌ادبی که پُرروئی، گستاخی، جسارت یا وقاحت هم نامیده می‌شود، نشان دادن بی حرمتی با پی‌روی نکردن از قانون‌های اجتماعی یا آداب یک گروه یا فرهنگ است.

## نمونه‌ها

### رفتارهای ضداجتماعی
- رعایت نکردن ترتیب صف (توی صف زدن)
- قلدری
- فخرفروشی
- خمیازه، سرفه یاعطسه بدون پوشش دهان
- ایجاد مزاحمت برای دیگران با سروصدا و موسیقی بلند
- استفاده از تلفن همراه در جاهایی مانند کتابخانه
- رانندگی تهاجمی